# ゲーン・パー
ゲーン・パー（タイ語: แกงป่า、発音 [kɛ̄ːŋ pàː]、森のカレーの意）は、タイ王国の森林地域のゲーン（タイカレー）である。タイ料理に多く使われるココナッツミルクはこの料理には用いられない。これはタイ北部の森林地域ではココナッツが一般的でないことによる。ゲーン・パーは飽和脂肪酸の摂取を抑えた食生活を送っている人に適している。
ゲーン・パーは汁気の多いカレーで味付けはスパイシー、そして独特の風味がある。具材にはコブミカンの皮と葉、レモングラス、グリーン・ペッパー、ガランガル、ニンニク、豆ナス、唐辛子、加えて肉が用いられる。元来のゲーン・パーはイノシシが使われるものだったが、最近では豚肉、鶏肉のほうが一般的である。